# Demadiana complicata
Espèce
Demadiana complicata est une espèce d'araignées aranéomorphes de la famille des Arkyidae.

## Distribution
Cette espèce est endémique du Queensland en Australie. Elle se rencontre dans la forêt d'État de Beerwah.

## Description
Le mâle holotype mesure 2,00 mm.

## Publication originale
- Framenau, Scharff & Harvey, 2010 : Systematics of the Australian orb-weaving spider genus Demadiana with comments on the generic classification of the Arkyinae (Araneae: Araneidae). Invertebrate Systematics, vol. 24, p. 139-171.